# Jürgen Piwowarsky
Jürgen Piwowarsky (* 4. April 1933 in Boppard; † 19. Juni 2019) war ein deutscher Richter.
Piwowarsky besuchte die Schulen in Boppard und legte das Abitur 1953 ab. Es schloss sich ein Studium der Rechtswissenschaft in Mainz, München und Bonn an. Das erste Staatsexamen bestand er 1956 in Mainz; das Referendariat absolvierte er daraufhin im Oberlandesgerichtsbezirk Koblenz.
Piwowarsky trat 1959 in den Justizdienst von Rheinland-Pfalz ein und wurde 1963 Richter auf Lebenszeit. 1975 erfolgte seine Ernennung zum Präsidenten des Verwaltungsgerichts Koblenz, bevor er 1978 zum Vorsitzenden Richter am Oberverwaltungsgericht Rheinland-Pfalz aufstieg. Von 1983 bis 1995 war er Präsident des Oberverwaltungsgerichts und zugleich des Verfassungsgerichtshofes Rheinland-Pfalz.
Piwowarsky war Träger des Bundesverdienstkreuzes 1. Klasse. Er wurde am 12. Juli 2019 im Kolumbarium der Karmeliterkirche in Boppard beigesetzt.